# Виштынецкое
Виштыне́цкое (Вишти́тис, лит. Vištytis, пол. Wisztyniec, устар. нем. Wystiter See, устар. Вишкитис, устар. Вишкитер зее, иногда называется «Европейским Байкалом») — озеро на границе России (Калининградская область, Нестеровский район) и Литвы (Мариямпольский уезд, Вилкавишкский район). Самое крупное, а также глубокое и чистое озеро Калининградской области — его площадь составляет более половины общей площади озёр и прудов Калининградской области.
В северной части литовского берегa расположено местечко Виштитис. Рассматривается возможность открытия в районе озера нового пешеходного погранперехода на российско-литовской границе.

## География и гидрология
Площадь водного зеркала озера составляет около 17,87 км², максимальная глубина — 54 метра. Объём вод Виштынецкого озера составляет 0,27 км³. Площадь водосборного бассейна — 146,4 км². Абсолютная высота над уровнем моря 172,4 метра. Возраст 22-25 тысячи лет, что на 10 тысяч лет старше Балтийского моря. Ледникового происхождения.
Озеро имеет клинообразную форму и простирается с северо—северо—запада на юго—юго—восток. Его длина составляет 8,1 км, наибольшая ширина (на широте бухты Тихая) — 4,2 км, длина береговой линии — 25 км.
В озеро впадает 12 рек и ручьёв Виштынецкой возвышенности, в частности, в южную часть озера впадают две небольшие речки — Черница и Безымянная, текущие с территории Польши. Единственная река, вытекающая из водоёма, и находящаяся на севере — Писса. Только пять из двенадцати впадающих в озеро ручьёв имеют сток круглый год. Суммарный расход этих ручьёв — около 4 м³/с. Остальные ручьи в сухие летние месяцы пересыхают или не имеют стока зимой. Суммарный расход речек, берущих начало в Польше, не более 1 м³/с.
Озеро глубоководное, его участки с глубинами менее 10 метров занимают 30 % озера. Преобладающие глубины 15—20 метров. Виштынецкое озеро имеет 6 больших впадин, самая глубокая из них — Северная глубиной 54 м. Другие впадины: Центральная (46 м), Пионерская (45 м), Южная (44 м), Узкая (31 м) и впадина в южной части бухты Тихая в районе мыса Пионерский. Берега очень извилистые, особенно в западной части, с образованием множества бухт и бухточек. Самая большая — бухта Тихая (площадь более 100 гектаров). На западе озера небольшой остров около 200 метров в длину и до 60 метров в ширину.
Вода в центре озера отличается довольно высокой для малых водоёмов величиной условной (относительной) прозрачности — до 6—8 метров. Эта величина подвержена значительным колебаниям как по площади озера, так и во времени. Наиболее низкая прозрачность — менее 1 метра (в вегетационный период) в Западном заливе.
В открытом озере максимальная прозрачность обычно наблюдается в северной котловине, в южной она, как правило, меньше. Цвет воды преимущественно зеленоватых—зеленовато—бурых тонов.
Около четырёх месяцев в году озеро покрыто льдом. Толщина льда в феврале может доходить до 40—45 см, в марте — до 30—35 см. Однако продолжительность ледостава и толщина льда зависят от суровости зимы и погодных условий каждого конкретного года.
С российской стороны ближе всего к озеру располагается посёлок Ягодное, также ранее на северо-западном берегу находился посёлок Малое Белозерное (ныне, будучи упразднённым, являющийся частью посёлка Ягодное). На литовском берегу озера расположены следующие населённые пункты: Пакалняй, Чижишкяй, Жиргенай и Виштитис.

## Фауна
В озере обитают 22 вида рыб. Основные виды — озёрный сиг и европейская ряпушка. Из ценных видов рыб нужно отметить европейского угря и налима. Промысловое значение имеют также щука, окунь, плотва, линь. Местные жители утверждают по этому поводу, что в озере водится «красная рыба ряпушка, которая не водится более нигде».
В озере обитают 150 видов беспозвоночных, в том числе различные микроскопические рачки, моллюски и другие. На Большом заливе Виштынецкого озера гнездятся лебеди и утки.
По зеркалу озера проходит государственная граница между Литвой и Россией (Калининградской областью). Из общей площади озера в 17,89 км² России принадлежит 12,39 км², а 5,44 км² принадлежит Литве. Литовская часть увеличилась с 0,4 км² после ратификации Российско-Литовского договора о границе в 2003 году. Также предполагается аренда Литвой у России 525 га озера. Однако на данный момент (спустя 13 лет) договор об аренде не заключён.
К западному (российскому) берегу озера примыкает Роминтенская пуща.
Виштынецкое озеро — хорошее место для отдыха и рыбалки. На его берегах находятся песчаные пляжи, туристические базы и лагеря отдыха.

## Экология
Многолетние наблюдения показывают, что на Виштынецком озере происходит постепенное зарастание водорослями западной, мелководной части водоёма. Отрицательное влияние на экологию оказывала размещавшаяся в северном заливе бухты в 60-е — начале 70-х гг. утиная ферма.
С 1975 года озеро является памятником природы. Сейчас Виштынецкое озеро — центр комплексного государственного природного заказника, площадью 335 км². Заказник был организован с целью сохранения биоразнообразия наземных позвоночных (чёрный аист, скопа, большой и малый подорлики, коростель, клинтух, белоспинный дятел, камышовая жаба, уникальная популяция благородного оленя и т. д.) и проведения научно-исследовательских работ (комплексные эколого-фаунистические исследования наземных позвоночных, зоологический мониторинг, изучение популяции благородного оленя).